# Leading (typografia)
Leading – angielski termin typograficzny (ang. lead – ołów), który zadomowił się także w języku polskim. Leading jest to odległość pomiędzy sąsiednimi wierszami drukowanego tekstu. Zarówno w języku angielskim, jak i polskim istnieją problemy terminologiczne związane z jednoznacznością tego słowa.

## Historia
W zecerstwie angielskie słowo leading było synonimem polskich określeń: interlinia oraz odstęp międzywierszowy i oznaczało to, co dziś zwiemy w sposób jednoznaczny interlinią, czyli pusty pas pomiędzy wierszami tekstu (odległość pomiędzy dolną linią pisma w wierszu górnym i górną linią pisma w wierszu dolnym). Pierwotnie czcionki układano w linie, które oddzielano pasami ołowiu (czasem papieru lub miedzi). Ponieważ pasy ołowiu (ang. leading) nie były wysokie jak czcionka, dlatego były niedrukowalne tworząc przestrzeń między liniami tekstu.

## Teraźniejszość
Leading obecnie oznacza odległość pomiędzy dwiema sąsiednimi podstawowymi liniami pisma, czyli liniami, na których stoją litery. Z tradycyjnego, zecerskiego określenia odstęp międzywierszowy wyewoluowało dzisiejsze określenie odstęp między wierszami, co oznacza leading w terminologii programów biurowych, np. w edytorach tekstu. Odstęp między wierszami podaje się w jednostkach (i ułamkach) wierszy. Odstęp między wierszami jest równy jeden, gdy interlinia jest równa zero. Terminu leading używa się w programach do składu i łamania, a określa się go w punktach typograficznych. Leading jest równy stopniowi pisma, gdy interlinia wynosi zero.

## Podsumowanie
- leading (DTP) = odstęp między wierszami (programy biurowe)
- leading = stopień pisma + interlinia